# Trận rừng Teutoburg
Trận rừng Teutoburg (tiếng Đức: Schlacht im Wald Teutoburger, Hermannsschlacht hoặc Varusschlacht), còn gọi là Trận Kalkriese, đã diễn ra vào năm 9, khi một liên minh các bộ lạc người German dưới sự chỉ huy của tù trưởng Arminius (tiếng Đức: Armin) (còn được gọi là: "Hermann"), con trai của Segimerus (tiếng Đức: Segimer hoặc Sigimer) của bộ tộc Kerusk, phục kích và đại phá 3 Binh đoàn Lê dương La Mã. Với chiến công hiển hách ấy, Arminius, thanh thế lừng lẫy được nhân dân Đức về sau coi là vị anh hùng dân tộc vĩ đại của mình. Thất bại toàn diện này cũng là một đòn giáng sấm sét vào kế hoạch chinh phạt miền Đại Germania của Hoàng đế Augustus. Đồng thời, người La Mã không bao giờ dám nghĩ đến chuyện thôn tính miền đất này nữa. Do đó, đây được xem là một trận chiến có tầm vóc vĩ đại trong lịch sử châu Âu: chiến thắng vẻ vang của quân German đã xác lập biên giới ở sông Rhine. Và, đại thắng này cũng đánh dấu mốc hình thành lịch sử dân tộc Đức. Chiến thắng này được xem là một biểu hiện cho tinh thần yêu tự do và căm ghét kẻ xâm lăng của người tộc German, cũng như là tài mưu lược của Arminius, ông biết dựa vào địa hình thuận lợi để giáng đòn nặng nề về tinh thần vào Đế quốc La Mã. Không những là một thắng lợi quyết định mà trận rừng Teutoburg còn mang bản chất là trận đánh "một chiều", với cái giá là hàng chục vạn chiến binh La Mã. Không chỉ được xem là thất bại nặng nề nhất của các chiến binh La Mã kể từ sau trận Carrhae hồi năm 53 trước Công Nguyên, đây là thất bại quan trọng của La Mã thời Augustus, và cũng là lần đầu tiên họ bị thua một "man tộc" trong một trận đánh lớn.
Trước sức tiến công của người German và thời tiết xấu cũng với địa hình thiếu thuận lợi, quân La Mã không thể nào chống trả. Quân German giành thế thượng phong và giữa lúc trời còn đổ mưa thì còn có thêm viện binh. Toàn bộ ba Binh đoàn Lê dương La Mã đều bị tiêu diệt, vả không bao giờ được khôi phục lại sau đó. Quân La Mã chỉ có thể bị thảm sát chứ không thể nào áp dụng được kế sách của mình ở địa hình hiểm trở, và hai trong ngày sau đó quân dân German tiếp tục quét sạch tàn binh đối phương. Bị tan tác, quân La Mã chỉ còn có một vài người lính là trốn thoát được ra khỏi trận địa và lan tin tức về thất bại kinh hoàng nhất của người La Mã trong ký ức sống. Chỉ huy quân La Mã trong trận đánh này là Khâm sai Publius Quinctilius Varus đã tự sát do lo sợ bị quân German bắt sống. Sau thảm họa Teutoburg, nhiều tù binh La Mã bị người German mang đi cúng tế chư thần. Một số viên tướng La Mã cũng noi theo Varus mà kết liễu mạng sống của mình. Mặc dù Arminius không tiếp nối trận đánh này bằng một đợt tấn công vào Đế quốc La Mã do mâu thuẫn nội bộ xảy ra giữa các bộ lạc German cổ đại, nhưng thắng lợi của ông đã tận diệt Đạo quân Hạ Germania của La Mã, quét sạch ngoại bang ra khỏi lãnh thổ. Thất bại bất ngờ này đã khiến cho Augustus vô vàn đau khổ và không bao giờ dám cất quân đi đánh miền Germania nữa, kết liễu quá trình Bắc tiến của người La Mã trong khi bầu không khí hoảng hốt lan khắp thủ đô Roma. Cũng do trận rừng Teutoburg mà ông trở nên mất tin tưởng vào người German trong đế quốc, và trận rừng Teutoburg ám ảnh ông đến cả khi lâm chung. Một hệ quả của thất bại quyết định đó là sau này, người La Mã luôn bám sát theo chính sách bảo vệ biên thùy sông Rhine.
Sự áp dụng chiến thuật "đánh, chạy rồi lại đánh" của người German cổ trong trận đánh này đã gây thiệt hại lớn cho quân La Mã. Sử cũ La Mã dù coi ông là kẻ "phản nghịch" với chính quyền La Mã, nhưng cũng phải ca ngợi người thắng trận rừng Teutoburg là vị anh hùng giải phóng của man tộc German cổ đại, và quả thật đại thắng của ông đã làm thay đổi cả lịch sử nhân loại. Đại thắng của ông tại rừng Teutoburg cũng có thể là khởi nguồn của truyền thống quân sự Đức, và cũng chứng tỏ rằng ông là người Đức đầu tiên đánh đuổi quân xâm lăng trong lịch sử nước này. Sau khi đập tan quân La Mã, ông cũng thu hồi mọi pháo đài, đồn bót và thành phố mà người La Mã lập ra ở mạn Đông sông Rhine. Do thắng lợi to lớn này bảo vệ các giá trị cổ truyền của người Teuton, nó mang ý nghĩa quan trọng đến sự hình thành dân tộc Đức. Sau này, chiến thắng quyết định của Arminius tại rừng Teutoburg có ảnh hưởng sâu đậm đến chủ nghĩa dân tộc Đức, được biết bao văn nghệ sĩ dân tộc ca tụng, và chính quyền Đức Quốc xã cũng nêu gương ông và chiến thắng rừng Teutoburg như một biểu tượng của sức mạnh dân tộc Đức trong quá trình kháng chiến chống ngoại xâm.

## Bối cảnh

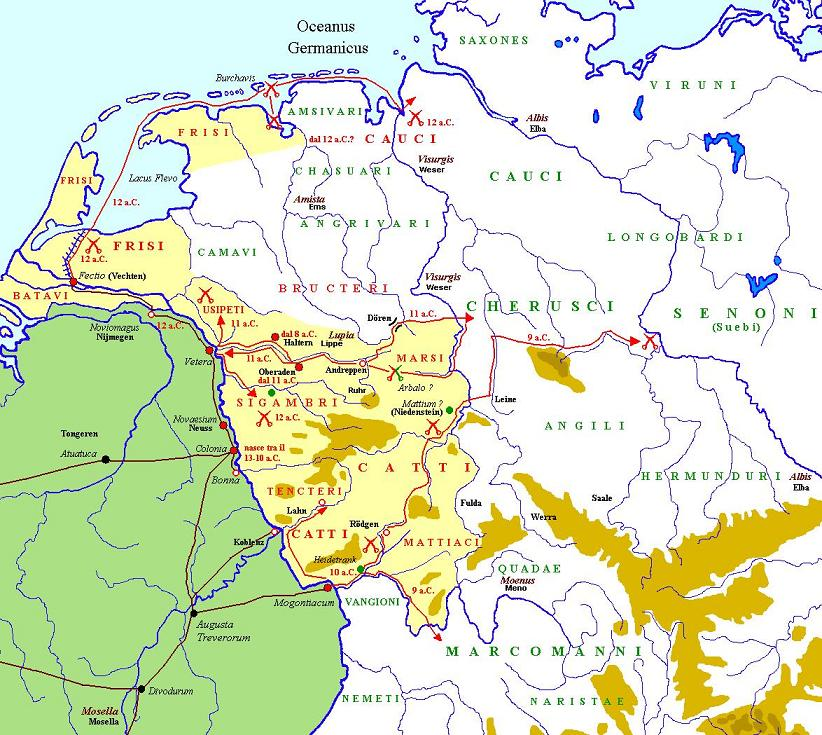
Các cuộc xâm lược của Nero Claudius Drusus, hay Drusus I khoảng từ năm 12 – 8 trước Công Nguyên.

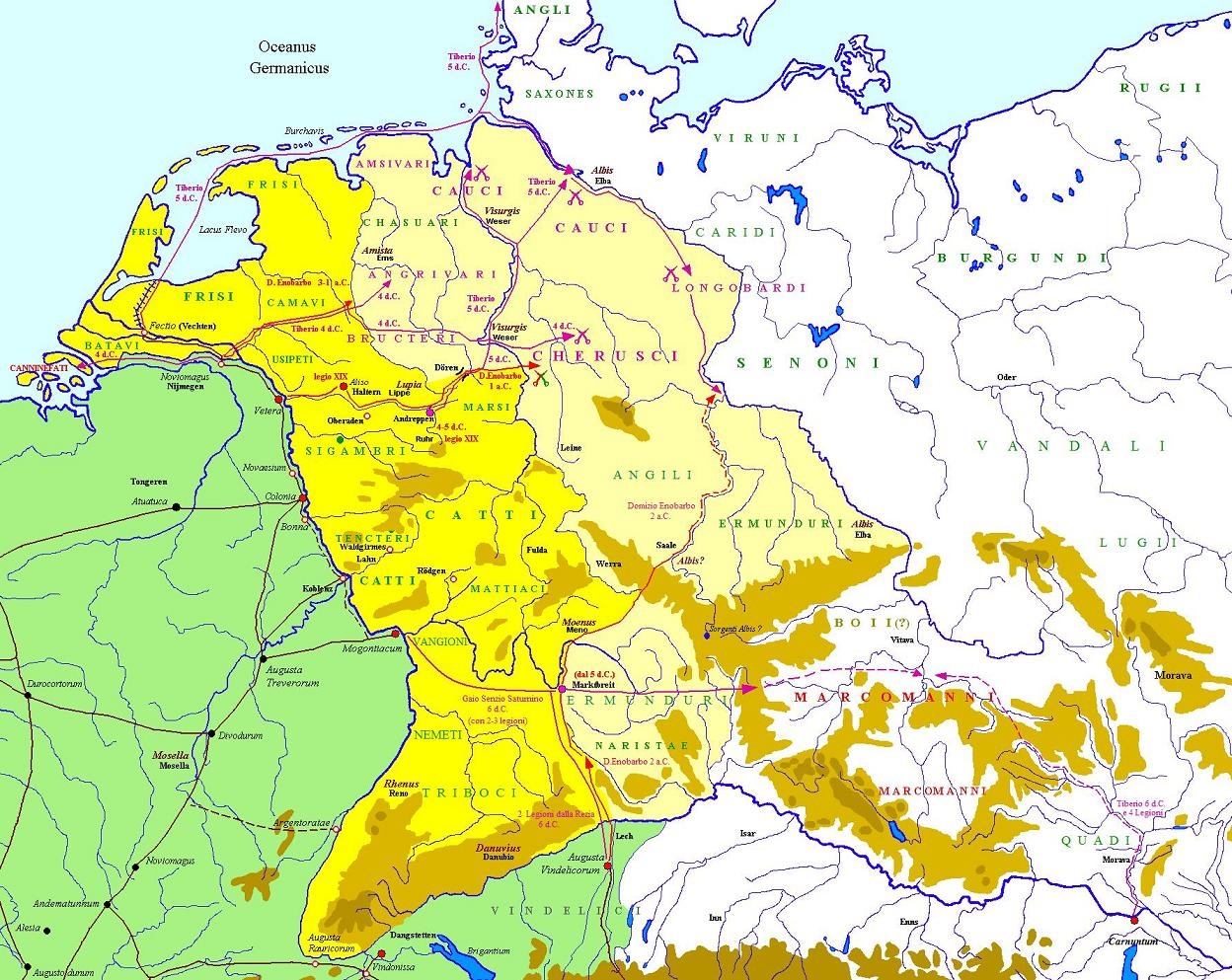
Các cuộc xâm lược của Tiberius và Lucius Domitius Ahenobarbus khoảng năm 3 - 6 trước Công Nguyên.

Quân đội La Mã do Publius Quinctilius Varus chỉ huy, ông là một người thuộc dòng dõi quý tộc  có quan hệ mất thiết với Hoàng gia La Mã và một viên quan coi hành chính giàu kinh nghiệm, được Hoàng đế giao trọng trách củng cố các tỉnh mới tại vùng Germania vào mùa thu năm 6. Đầu năm 6, trước khi Varus là chỉ huy quân đội trên sông Rhine, Khâm sai (Legatus) Gaius Sentius Saturninus  và quan Tổng tài kiêm Khâm sai Marcus Aemilius Lepidus dưới quyền Tiberius - người thống lĩnh một đạo quân gồm thâu 65 nghìn Bộ binh nặng, khoảng 1 vạn - 2 vạn Kỵ binh và cung thủ, 1 vạn - 2 vạn dân thường (13 quân đoàn & đoàn tùy tùng, có thể là khoảng hơn 10 vạn người) đã lập kế hoạch tổ chức một cuộc tiến công vua Marbod của người Markoman - một thị tộc của người Sueb, vốn vị vua này đã tránh được các cuộc tấn công của Drusus I trong năm 9 trước Công Nguyên vào lãnh thổ của dân Boii, nơi họ thành lập một liên minh bộ lạc hùng mạnh với dân Hermundur, Quad, Semnon, Lugia, Zumi, Buton, Mugilon, Sibin và Langobard.
Trong năm 4, Tiberius tiến quân vào Germania và chinh phục người Cananefate ở miền Hạ Germania, người Kat gần thượng nguồn sông Weser, và dân Brukter ở phía nam của rừng Teutoburg. Sau đó, Tiberius xua quân vượt qua Weser. Tuy nhiên, trong năm 6 một cuộc nổi dậy lớn nổ ra trong tỉnh Illyricum (sau này được chia thành Pannonia và Dalmatia). Nó được biết tới trong lịch sử bở cái tên Batonianum Bellum và được lãnh đạo bởi Bato người Daesitiate, Bato người Breucia, Pinnes của Pannonia,. Cuộc khởi nghĩa này kéo dài gần 4 năm trời và Tiberius đã buộc phải ngừng chiến dịch của ông chống lại Marbod, công nhận ông ta là vua  và phái tám quân đoàn của mình (VIII Augusta, XV Apollinaris, XX Valeria Victrix, XXI Rapax, XIII Gemina, XIV Gemina, XVI Gallica và một đơn vị chưa được biết ) tới vùng Balkan.
Gần một nửa trong số tất cả các quân đoàn La Mã đã được tập hợp lại để đàn áp cuộc khởi nghĩa này - với nguyên nhân của khởi nghĩa là sự bất mãn của người dân trước sự bỏ bê, thiếu lương thực chủ yếu (kể từ 22 trước Công Nguyên, sau một cuộc khủng hoảng chính trị vào năm 23 trước Công Nguyên và bạo loạn trong năm 22, 21 và 19 trước Công nguyên, đã kết thúc sau năm 8), thuế má nặng nề và hành động tàn ác của những nhân viên thu thuế. Chiến dịch này, dẫn đầu bởi Tiberius và quan coi quốc khố kiêm Khâm sai Germanicus dưới thời hoàng đế Augustus, là một trong những cuộc chiến khó khăn nhất và quan trọng nhất đối với đế chế La Mã. Trong thời gian bắt đầu của cuộc khởi nghĩa ở phần phía nam của Illyricum, Varius giữ chức Thái thú, hay nói cách khác làKhâm sai quyền Pháp quan của Hoàng đế (Legatus Augusti pro praetore) và chỉ có sẵn ba quân đoàn.
Có lẽ Varus được bổ nhiệm do ông là chồng của cháu gái Augustus. Augustus tưởng lầm rằng Germania đã bị dẹp yên, do đó ông giao cho Varus bắt đầu thực hiện quá trình La Mã hóa. Varus đã áp đặt sự thống trị khắt khe và mục nát tại Germania. Ông thu phục dân German bằng những chính sách như tịch thu lương thực mùa đông của họ giết cả một làng nếu dân làng không thần phục La Mã. Người dân các tỉnh khiếp sợ trước những hành động của Varus, tuy nhiên ông ta có được sự tôn trọng lớn của Viện nguyên lão La Mã. Ông có lẽ là yếu nhân đứng thứ tư vào thời của mình sau Augustus, Tiberius và Germanicus. Trên sông Rhine (có thể là trại castra Vetera gần Xanten hoặc castra Novaesium gần Neuss), ông là chỉ huy của quân đoàn XVII, XVIII (có thể XIIX ) và XIX (XVIIII ), trước đó chỉ huy bởi tướng Gaius Sentius Saturninus, người đã được triệu hồi về kinh thành Roma và đã được ban thưởng bằng một cuộc diễu binh chiến thắng (triumphalia ornamenta)  2 quân đoàn khác ở khu trú đông của quân đội tại castrum Moguntiacum  (I Germanica, Legio V Alaudae) được chỉ huy bởi cháu của Varus, chấp chính quan thứ hai Lucius Nonius Asprenas.
Đối thủ của Varus, Arminius, đã bị giao nộp cho người La Mã cùng với em trai của ông là Flavus "tóc vàng", như là cống phẩm của cha ông, người thủ lĩnh của dòng họ quý tộc cao quý nhất trong bộ lạc Kerusk, Segimerus "Người chinh phục", nộp cho quân La Mã sau khi bộ tộc này bị Drusus khuất phục trong các cuộc chiến vào năm 11-9 trước Công nguyên. Arminius đã sống ở thành La Mã như một con tin trong thời trai trẻ của mình, nơi ông đã nhận được một nền giáo dục quân sự và thậm chí được đứng vào hàng ngũ Kị sĩ của Đế quốc La Mã.
Tuy nhiên, dân chúng German rất căm ghét ách đô hộ của người La Mã trên vùng đất của họ. Trong khi Arminius đang sống ở La Mã thì cha ông, Segimerus đã bị các tù trưởng German khác quy kết là một kẻ hèn nhát bởi vì ông ta đã quỳ gối trước luật lệ La Mã - một tội ác bị trừng phạt bởi cái chết theo quy định của luật lệ German. Từ năm 11 trước Công nguyên tới năm 4 sự thù địch và nghi ngờ giữa các bộ lạc German càng sâu sắc thêm. Thương mại và chính trị giữa các tù trưởng German xấu đi. Theo nhà ngôn ngữ học người Đức, Maximilian IHM (1863-1909), Tacitus viết rằng người Kat đã tỏ thái độ thù địch và xua quân chinh phục dân Kerusk tuy nhiên việc này nhưng đã bị "dẹp yên" vào khoảng giữa năm 4 và 6 Theo Encyclopædia Britannica, người Kerusk đã bị dân Kat đánh bại nhưng điều này cũng không có ngày tháng ghi lại Sử gia-chiến binh đương thời Velleius Paterculus ghi lại rằng trong những năm 1-4 có tình trạng bất ổn trong miền Germania (immensum bellum, chiến tranh lan rộng).
Sau khi trở về từ Roma, Arminius đã trở thành một quân sư tin cậy cho Varus. Tuy nhiên, trong bí mật, ông đã thành lập một liên minh của các bộ lạc Đức vốn là kẻ thù truyền thống (Kerusk, Mars, Kat, Brukter, Chauk, Sigambr và tàn dư còn lại của dân Sueb, những người đã bị đánh bại bởi Caesar trong trận Vosges), tuy nhiên sự đoàn kết chỉ tồn tại vì tất cả đều căm giận sự xấc xược và những hành động tàn bạo của Varus.
Trong khi Varus trên đường từ nơi đóng quân mùa hè của ông ta ở một nơi nào đó phía tây của sông Weser đến trụ sở trú ở đông gần sông Rhine, ông ta đã nghe được tin về một cuộc khởi nghĩa địa phương, mà được bịa đặt bởi Arminius.
Varus quyết định dập tắt cuộc nổi dậy này ngay lập tức và phải đi đường vòng qua vùng lãnh thổ không quen thuộc với những người La Mã. Arminius, đi cùng với Varus, có thể hướng dẫn ông ta đi theo một tuyến đường mà sẽ tạo điều kiện thuận lợi cho một cuộc phục kích. Một nhà quý tộc người Kerusk thân La Mã, Segestes, anh của Segimerus, cha vợ của Arminius, và là người phản đối cuộc hôn nhân này, đã cảnh báo Varus vào đêm trước khi quân La Mã khởi hành, tố cáo thậm chí gợi ý rằng Varus nên bắt lấy Arminius cùng với một số tù trưởng German khác mà ông xác định là những người bí mật tham gia vào việc lên kế hoạch khởi nghĩa. Nhưng cảnh báo của ông ta bị bác bỏ vì được coi như là kết quả của một mối thù cá nhân. Arminius sau đó rời đi với cái cớ tập hợp các lực lượng German để hỗ trợ cho chiến dịch của người La Mã, nhưng thay vào đó ông lãnh đạo đội quân của mình, những người phải chờ đợi trong vùng lân cận, tấn công và đè bẹp các đơn vị đồn trú La Mã xung quanh.
Việc bố trận của Arminius cũng dựa một phần vào sự xem thường người German của Varus. Nghiên cứu khảo cổ học gần đây tìm thấy nơi chiến địa Teutoburg trên đồi Kalkriese ở Hạt Osnabrück, Hạ Sachsen. Dựa theo sử cũ La Mã, chắc hẳn khi ấy quân La Mã đã tiến về phía Tây-Bắc từ khu vực mà ngày nay là thành phố Detmold, nằm ngang qua phía Đông Osnabrück; chắc chắn họ đã hạ trại tại khu vực này trước khi bị tấn công.

## Trận đánh
Lực lượng của Varus bao gồm ba quân đoàn (Legio XVII,Legio XVIII, và Legio XIX), sáu cohort trợ chiến (không phải công dân hay quân đồng minh) và ba đội kỵ binh (alae), hầu hết trong số đó thiếu kinh nghiệm chiến đấu với những chiến binh German dưới hoàn cảnh địa phương. Các lực lượng La Mã đã không hành quân theo đội hình chiến đấu, và đã xen kẽ với số lượng lớn những người đi theo trại. Khi họ tiến vào khu rừng, họ đã tìm thấy một con đường mòn hẹp và lầy lội.
Đạo quân này đã bị kéo ra quá dài một cách đáng lo ngại- dự toán được rằng nó đã vượt qua 15 km (9,3 dặm), và có thể dài 20 km (12 dặm) sau đó nó đột nhiên bị tấn công bởi các chiến binh German được trang bị với những thanh kiếm linh hoạt, những ngọn giáo lớn và những ngọn giáo lưỡi ngắn gọi là fremae. Quân German bao vây toàn bộ quân đội La Mã và phóng một trận mưa lao xuống những đội hình đang chầm chậm tiến bước của địch thủ Theo sử gia La Mã là Cassius Dio và các sử liệu đương thời khác, quân La Mã thực sự vô vọng. Arminius, người đã lớn lên ở Roma như một công dân La Mã và trở thành một người lính La Mã, vốn hiểu chiến thuật La Mã rất rõ và có thể chỉ đạo đội quân của mình chống lại người La Mã một cách hiệu quả, bằng cách sử dụng một lượng lớn các chiến binh địa phương để đối phó với các quân đoàn La Mã bị phân tán. Người La Mã đã cố gắng để thiết lập một trại phòng thủ vào ban đêm. Sáng hôm sau họ đã phá vây và trốn thoát về khu vực đất hoang phía bắc đồi Wiehen, gần thị trấn Ostercappeln ngày nay. Cuộc phá vây đã khiến họ chịu tổn thất nặng nề (trong đó có cả tổn hại do chính họ gây cho lẫn nhau do không thể phân biệt phe mình với đối phương), cốt để có thể tiến hành một nỗ lực khác nữa nhằm rút lui bằng cách hành quân xuyên qua một khu rừng khác, với những cơn mưa xối xả vẫn đang tiếp tục. Mưa ngăn cản họ không thể sử dụng cung tên bởi vì các dây gân trở nên chùng khi ướt, và làm cho họ hầu như không có khả năng tự vệ vì những chiếc khiên của họ cũng trở nên úng nước. Họ không thể nào tiến thoái và chỉ còn hy vọng sẽ nhanh chóng đến được pháo đài gần đó. Theo Tacitus, sấm chớp và mưa lớn gây cho quân La Mã khiếp sợ, họ xem đây là điềm báo về sự ác cảm của Jupiter đối với họ. Trong khi đó, người German thì ngược lại: họ xem mưa gió là điềm lành của thần Sấm Thor.

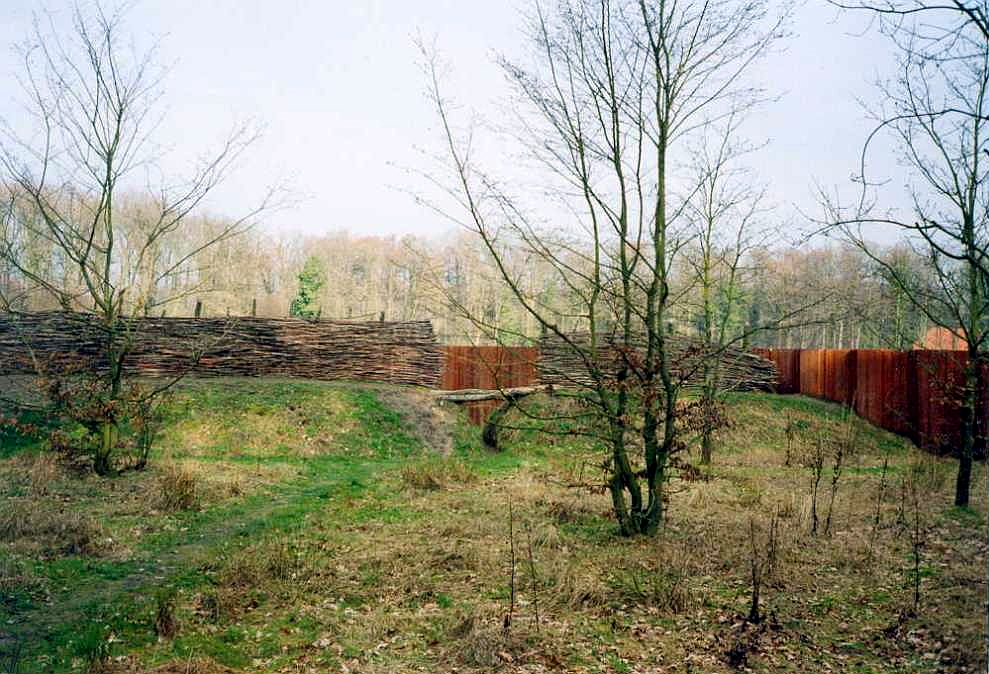
Reconstruction of the improvised fortifications prepared by the Germanic tribes for the final phase of the Varus battle near Kalkriese

Trong buổi tối ở bãi đất cao, người La Mã khó thể nào giữ được nề nếp, và họ thậm chí họ còn phải đốt hoặc vứt bỏ các xe goòng và trang thiết bị của mình. Họ đã tiến hành một cuộc hành quân ban đêm để có thể thoát ra, nhưng họ lại rơi vào cái bẫy khác mà Arminius đã sắp đặt, tại chân của đồi Kalkriese (gần Osnabrück). Ở đó có một dải đất trống phủ đầy cát mà trên đó người La Mã có thể hành quân một cách dễ dàng lại bị siết chặt lại bởi ngọn đồi, vì vậy mà chỉ có một khoảng cách khoảng 100 m giữa khu rừng và vùng đất lầy lội ở rìa của Đại Đầm Lầy. Hơn nữa, con đường đã bị chặn bởi một hào rãnh, và hướng về phía khu rừng, một bức tường đất đã được xây dựng dọc theo lề đường, cho phép các bộ lạc Đức tấn công người La Mã từ những lùm cây. Người La Mã đã thực hiện một nỗ lực tuyệt vọng để đánh chiếm bức tường lũy này, nhưng họ không thành công, và viên sĩ quan cao cấp nhất, bên cạnh Varus, Legatus Numonius Vala, đã đào ngũ bằng cách cưỡi ngựa bỏ trốn, tuy nhiên, ông cũng đã bị các kỵ binh German bắt kịp và giết chết, theo Velleius Paterculus. Vốn đã được tăng viện, các chiến binh German sau đó đã tấn công ào ạt vào trận địa và tàn sát tàn quân La Mã. Xem như mọi thứ đều đã mất, Varus tuyệt vọng và ngã xuống lưỡi gươm của mình để tự sát. Velleius ghi lại rằng một viên chỉ huy La Mã là Praefectus Ceionius đã đầu hàng một cách đáng hổ thẹn và sau đó cũng tự sát, trong khi viên Praefectus đồng cấp của ông ta, Eggius, đã anh dũng trận vong khi dẫn dắt tàn quân của mình.
Chắc chắn là khoảng từ 15 nghìn đến 2 vạn chiến binh La Mã tử vong; người ta nói rằng không chỉ Varus, mà nhiều Sĩ quan của ông cũng ngã xuống lưỡi gươm của mình để tự vẫn theo một tập quán được xác nhận.Tacitus đã viết rằng nhiều sĩ quan cũng đã bị dân German đem tế thần như là một phần của nghi lễ tôn giáo bản địa của họ, và bị đem nấu chín trong những cái nồi đầy và xương của họ được sử dụng cho các nghi lễ  Tuy nhiên, những người khác đã được thả sau khi nộp tiền chuộc, và một số binh sĩ dường như đã bị bắt làm nô lệ. Khoảng 1 nghìn chiến binh La Mã đã trốn thoát trong đêm và mang tin dữ về thành Roma.
Mọi tư liệu La Mã đều nhấn mạnh sự toàn diện của thất bại ở rừng Teutoburg. Tại Kalkriese, người ta khai quật được 6 nghìn mảnh binh khí La Mã (thường là rời rạc), nhưng chỉ có một mẩu duy nhất — bộ phần của một cái đinh thúc ngựa — chắc chắn là của quân German, xem chừng điều này chứng tỏ thiệt hại nhỏ nhoi của quân German. Tuy nhiên cũng phải nói rằng các chiến binh German thắng lợi hẳn là đã dời thi hài tử sĩ của họ đi, và phong tục chôn cất tử sĩ cùng đinh thúc ngựa trên trận tiền của họ chắc hẳn là cũng góp phần cho sự thiếu thốn di vật của người German. Thêm nữa, vài ngàn lính German là những dân quân đào ngũ mặc binh giáp La Mã (do đó chắc hẳn chúng được cho là "của La Mã" trong các cuộc khai quật), và thực tế các bộ lạc German vận những thứ ít kim loại và dễ hỏng hơn.
Sau chiến thắng Teutoburg, quân German tiến hành "dọn dẹp" hoàn toàn mọi pháo đài, đồn binh và thành phố — chí ít có hai cái — mạn Đông sông Rhine; hai Binh đoàn Lê dương La Mã còn sót lại do cháu của Varus là Lucius Nonius Asprenas chỉ huy đã quyết tâm chống giữ con sông này. Một pháo đài (hoặc có thể là thành phố) - Aliso - đã cầm chân các bộ tộc German trong nhiều tuần, hoặc có thể là vài tháng, trước khi đồn binh ở đây bao gồm những người sống sót trong trận rừng Teutoburg dưới quyền Lucius Caedicius đã thoát hiểm và đến được sông Rhine.

## Kết quả
Trận rừng Teutoburg được xem là một cuộc mai phục quy mô lớn điển hình đã giành thắng lợi. Velleius cho rằng, nguyên nhân của thảm bại là do Varus bất cẩn, Arminius xảo quyệt và địa thế bất lợi cho quân La Mã. Sử liệu của ông tương đối ngắn, có lẽ ông định viết về trận rừng Teutoburg trong một tác phẩm lớn hơn, song đoạn trích sau đây được xem là hấp dẫn:
"Một đạo quân dũng cảm không ai sánh bằng, dẫn đầu các đạo quân La Mã về kỷ luật, năng lực, và kinh nghiệm chiến trường, do sự cẩu thả của vị tướng của họ, sự xảo trá của địch, và sự vô cảm của số mệnh bao quanh … Bị vây khốn trong rừng và các cuộc mai phục, nó gần như bị hủy diệt đến khi còn một người duy nhất do chính một kẻ thù mà nó thường chém giết như gia súc" – Velleius Parteculus 2.119.2
Theo tác phẩm "Tiểu sử 12 hoàng đế" (De vita Caesarum) của nhà sử học La Mã Suetonius, Augustus khi hay tin dữ về thảm họa Teutoburg đã ra lệnh quan sát nghiêm ngặt khắp Roma, để tránh sự hỗn loạn của thị dân thành phố này. Ông còn tổ chức lễ tế thần Jupiter với mong muốn thần sẽ khôi phục sự ổn định cho Nhà nước. Ngoài ra, người ta nói rằng, ông sửng sốt và gần như nổi điên đến mức xé nát hoàng bào, đứng dựa đầu vào tường và liên tục gào thét:
 "Quintili Vare, legiones redde!" ('Quintilius Varus, hãy trả lại những quân đoàn cho ta !')
Ông nhận xét ngày lễ ấy là một ngày quốc tang. Câu chuyện này đã nói lên rằng, thảm bại Teutoburg gây cho Augustus trở thành một nỗi ám ảnh đè nặng năm cuối đời của ông. Cũng theo Suetonius, do quá đau buồn, suốt nhiều tháng Hoàng đế không chịu cho ai cắt tóc cạo râu và trong những năm sau đó, người ta thỉnh thoảng vẫn nghe thấy ông rên rỉ đòi Varus trả lại binh sĩ cho mình. Và, trong suốt những năm sau đó, Hoàng đế luôn bảo trận Teutoburg là một thảm kịch bi thương của Đế quốc. Theo Edward Gibbon, đó là một trong những khoảnh khắc hiếm hoi mà vị hoàng đế khắc kỉ này đánh mất sự bình tĩnh thường thấy.
Sau thảm họa Teutoburg, Augustus cũng giải tán đội Vệ binh người German và Gallia của Hoàng đế La Mã do xem họ là những kẻ không đáng tin. Ngoài ra, Suetonius kể lại rằng, La Mã thời Augustus có hai thất bại nặng nhất là của Marcus Lollius và Varus, đều là trong cuộc thôn tính miền Germania. Tuy nhiên, nếu thất bại của Lollius là một sự lăng nhục đối với La Mã, thì thảm kịch Teutoburg có hậu quả hết sức nghiêm trọng với cả ba Binh đoàn Lê dương La Mã đều tan tác và mọi tướng sĩ của họ đều bị xóa sổ. Với thảm kịch này, đạo quân Hạ Germania của La Mã như thế là đã bị xóa sổ và sạch bóng khỏi lãnh thổ Germania và tham vọng của Hoàng đế Augustus đã chết trụi. Ông không còn lực lượng trừ bị nào để che lấp cái lỗ hổng rõ rệt mà thảm họa Teutoburg đã gây nên. Ba quân đoàn này vĩnh viễn không bao giờ được xây dựng lại như các binh đoàn La Mã khác – một trường hợp đặc biệt hiếm gặp trong lịch sử quân sự La Mã, nó giống như là trường hợp của binh đoàn số 22 Deiotariana đã bị giải thể sau khi chịu thiệt hại quá nặng khi đàn áp cuộc khởi nghĩa Bar Kokba (132-136) của người Do Thái. Số binh đoàn La Mã vì thế từ 28 sụt xuống còn 25.
Sử cũ chép lại nỗi kinh hoàng bao trùm Roma sau thất bại. Thảm họa Teutoburg hay nói cách khách là "thảm họa Varus" - là một vụ thảm sát đúng hơn là một trận thua - đã chấm dứt thời kì bành trướng liên tục của La Mã trong giai đoạn trị vì của Augustus, và cũng là đỉnh cao thất bại của La Mã thời đó. Lúc bấy giờ, vị Hoàng đế già nua này cũng đã ngoài 70 tuổi. Thực sự, sau thảm họa này ông không thể nào hồi phục và Đế chế La Mã không có cuộc binh đao lớn nào nữa cuối thời ông. Như một biến động đặc biệt nguy hại cho La Mã, thảm họa Teutoburg đã nêu rõ sự yếu ớt của nền Thái bình La Mã (Pax Romana), và gây nên nỗi lo của người La Mã là quân German sẽ tấn công Ý và bản thân Roma. Tuy nhiên, phía La Mã không vì thế mà nhụt chí. Người con rể (và cũng là người kế vị) của ông, Tiberius, nhanh chóng xây dựng lại lực lượng nhằm bảo vệ biên cương cũng như để rửa mối hận Teutoburg. Các binh đoàn số 2 Augusta, số 20 Valeria Victrix và số 13 Gemina được điều tới vùng Rhine để thay thế cho các binh đoàn vừa bị tiêu diệt. Nhưng rồi, kết thúc của tất cả những sự kiện sau đó cho thấy quá trình Bắc tiến của người La Mã đã thực sự chấm dứt sau thảm bại Teutoburg.
Đầu của Varus được tù trưởng Arminius đem tặng cho vua Marbod của người Markoman, một tộc người German hùng mạnh khác trong khu vực, nhằm thuyết phục Marbod cùng liên minh chống lại La Mã. Tuy nhiên Marbod từ chối, ông gửi đầu của Varus về La Mã để làm lễ mai táng và tiếp tục chính sách trung lập. Điều này làm Arminius không vừa lòng và hai thủ lĩnh German bùng nổ một cuộc chiến tranh sau đó.

## Người La Mã phục thù

### Các chiến dịch của Germanicius

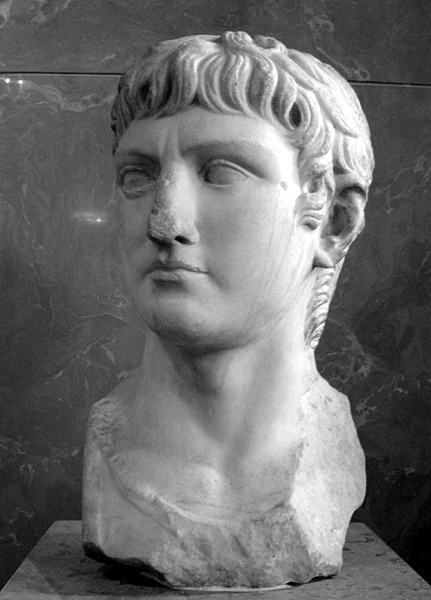
Tướng Germanicus của Đế quốc La Mã.

Được xem là một trong những thắng lợi vẻ vang nhất của "các rợ" trước một cường quốc chiếm đóng, thảm họa Teutoburg là một cú sốc khủng khiếp, tuy nhiên người La Mã không nhụt chí mà họ kiên nhẫn chuẩn bị lực lượng nhằm rửa mối nhục này. Sau thảm bại, tình hình cũng không bi đát như những suy nghĩ ban đầu của họ, do quân German không tiến xa đến sông Rhine. Năm 14, ngay sau khi Augustus qua đời và nghĩa tử Tiberius lên ngôi Hoàng đế, La Mã mở một cuộc hành binh quy mô khổng lồ dưới sự chỉ huy của Germanicus, cháu gọi Tiberius bằng chú. Germanicius đầu tiên bất thình lình tấn công người Mars, điều này đánh động các bộ tộc German khác như Brukter, Tubant và Usipet và họ liền tổ chức một cuộc phục kích đoàn quân của Germanicus khi họ đang về trú đông trong doanh trại. Người La Mã bị lâm vào hoảng loạn. Tuy nhiên cuộc phục kích bị quân La Mã bẻ gãy và người German chịu tổn thất nặng nề. Cờ hiệu gắn hình con ó bạc (aquilla) của một bình đoàn trong trận Teutoburg đã được thu hồi từ tay người Mars trong năm này. Dù rằng Tacitus cho biết Germanicus không hề có ý định tái chiếm Germania, theo cuốn The Roman Army of the Principate 27 BC-AD 117 của Nick Fields, Germanicus rõ là có tham vọng kế tiếp cha mình trong công cuộc mở mang đế quốc về sông Elbe. Trong khi đó, Tiberius hy vọng Germanicus sẽ hạn chế chiến dịch bằng thắng lợi của ông trước quân Mars.
Năm 15 được đánh dấu bởi hai chiến dịch lớn và vài trận đánh nhỏ lẻ của quân La Mã, lúc này là một đạo binh từ 5 đến 7 vạn người được sự yểm hộ tích cực của hải quân. Mùa xuân năm đó, vùng đất của người Mars lại chịu cảnh tàn phá tang thương gây ra bởi một đội quân 25.000-30.000 người dưới sự chỉ huy của Legatus Caecina Severus. Trong khi đó, Germanicus cho xây đồn lũy ở núi Taunus và từ căn cứ này, ông mang 30-35.000 quân tấn công người Kat. Nhiều kẻ địch đã vượt sông bỏ chạy trốn vào các cánh rừng. Tiếp đó, Germanicus xua quân tới Mattium và đốt ngôi thành này ra tro. Nhưng, Arminius đã nhanh chóng tập hợp quân sĩ: chú ông là Inguiomer, một tù trưởng hùng mạnh đang chiến đấu chống quân xâm lược đã về phe ông; và dân German kịch liệt chống đối cha vợ ông là Segestes - một người thân La Mã chỉ được quân của Germanicus cứu vãn khi đang bị bộ lạc của ông vây khốn. Sau những thắng lợi vào mùa xuân và mùa hè năm 15, bao hàm cả việc bắt sống được vợ của Arminius là Thusnelda, quân của Germanicius đã đến được nơi diễn ra trận Teutoburg ngày nào. Theo Tacitus, họ đã tìm thấy những hài cốt của các tử sĩ khi xưa, trong đó có nhiều đầu lâu của những người lính La Mã bị quân German chặt khỏi xác và đóng đinh vào cây rừng. Các tử sĩ đó sau cùng đã được những hậu sinh của mình tìm thấy và chôn cất tử tế, và Germanicus đã truyền lệnh cho binh sĩ sớm hoàn tất công việc này. Người La Mã chôn cất hài cốt của tử sĩ kèm theo vũ khí cho họ, và chất lên những đống xương rất cao để mà mai táng. Miêu tả của Tacitus về xương trắng phơi đầy bãi đất của tử sĩ La Mã trong thảm bại Teutoburg đã gợi nên nỗi kinh hoàng của quân tướng dưới quyền Germanicus trước thảm cảnh - họ đau xót và giận dữ sáu năm sau thảm họa. Sau đó, Germanicus truy sát Arminius vào rừng rú và cuối cùng vị tù trưởng German đã dừng chân ở một bãi đất rộng và để cho quân La Mã tấn công. Ông dần dần rút quân vào một khu rừng và tại bìa rừng - nơi che khuất nhiều tinh binh của ông - Arminius bất ngờ xuất kích đẩy quân La Mã vào hỗn loạn. Sau một trận ác chiến, ông vẫn làm chủ chiến địa và Germanius - sau khi phải vất vả phá vây - rút quân về sông Rhine, sách khác nói là sông Ems. Quân La Mã mệt lã vượt qua cầu Vetera với danh dự của họ chỉ không xuống thấp, trong khi việc truy kích Arminius được xem là một sai lầm của Germanicus do đã tiến quá sâu vào lãnh thổ đối phương và gần như là rơi vào đúng cái bẫy mà Varus ngày trước chịu nạn. Theo Spencer Tucker, trận đánh nổ ra chính tại rừng Teutoburg.
Ngoài ra, trong chiến dịch năm 15, quân La Mã do Lucius Stertinius chỉ huy cũng đã thu hồi được cờ hiệu của binh đoàn Teutoburg thứ hai từ tay tộc Brukter. Vốn chỉ may mắn thoát khỏi số phận của Varus trước kia, Germanicus gặp trục trặc về quân lương và ông giao cho tướng Caecina Severus tiếp tục chiến dịch Germania. Ngay sau khi quân La Mã chia rẽ, Arminius lập tức xua quân đánh Caecina. Tình hình cho thấy là Caecina có lẽ sẽ thảm bại giống như là Varus ngày nào. Trên chiến địa ngập nước, quân German dùng cung tên có thầm bắn xa nên thắng thế, trong khi quân La Mã mặc giáp nặng nên bị rối loạn. Nhuệ khí của các Binh đoàn Lê dương La Mã bị suy sụp vì họ chỉ giết được chút ít người German trong khi tổn hại của họ thì vô kể. Bản thân Caecina cũng súyt nữa bị bắt và thảm họa chỉ kết thúc do quân German quá ham muốn cướp phá và trời tối. Đêm ấy, ông phải cơn ác mộng, thấy Varus đầy máu me từ trong vũng lầy hiện ra, gọi ông nhưng mà ông không nghe. Sáng hôm sau, quân La Mã bỏ chạy như ong vỡ tổ, Arminius thân chinh hạ sát con chiến mã của Caecina và cũng suýt nữa thì giết được Caecina. Sau đó, Arminius mở nhiều đợt công kích nhỏ và gặt hái thắng lợi. Cuối cùng, Caecina tung một đòn giáng mạnh mẽ, quân German của Arminius bị tổn hại nặng nề. Arminius phải tháo chạy. Nhờ đó, quân La Mã rút lui an toàn về sông Rhine.
Germanicus tiếp tục xua quân vào Germania vào năm 16. Quân La Mã vượt sông Weser ở gần Minden dưới làn mưa tên đạn của người German, nhưng rồi họ cũng tiếp cận được quân của Arminius tại vùng Idistaviso. Tại đây, có lẽ Arminius đã chứng tỏ khả năng bố trận của mình và hai đoàn quân đều chiến đấu dũng cảm, nhưng rồi địa hình bất lợi cho các chiến binh German cùng với tài cầm quân của Germanicus và kỷ luật của các tinh binh La Mã đã mang lại thắng lợi cho ông trong trận sông Weser. Quân của Arminius bị vây khốn và ông cũng bị thương nặng. Sau mọi nỗ lực để tiếp tục chiến đấu, ông phá vây và thoát chết nhờ sự mau lẹ của con ngựa của ông. Trận đánh đã kết thúc nhưng không được quyết định. Quân La Mã tiếp tục đông tiến và tấn công quân German gần vùng cao Süntel trên đồi Amelungsberg ở Oldendorf (Hessia). Germanicus giành chút lợi thế, song trận đánh kết thúc khi màn đêm buông xuống và cũng bế tắc. Mùa hè năm đó, tướng Caius Silius cùng với 33 nghìn quân tiến vào lãnh thổ người Kat. Còn tộc người Mars một lần nữa phải chịu sự trừng phạt kinh khủng của Germanicus khi ông xua quân tàn phá lãnh thổ của họ.
Những cuộc giao chiến với quân German không mang lại thắng lợi mà quân La Mã mong muốn. Theo Tacitus, mục tiêu chính của Germanicus đã đạt được và mùa đông cũng sắp tới, ông bèn cho lui quân về trú đông. Hải quân La Mã chịu một số tổn thất do bão táp ở Biển Bắc trên đường rút. Sau đó, người La Mã vẫn tiếp tục mở một số đợt tấn công nhỏ cho đến khi Tiberius yêu cầu ngưng mọi cuộc tấn công và rút quân về tả ngạn sông Rhine. Bản thân Germanicus, không những đã mất mát rất nhiều binh lực, mà cũng gặp nhiều khó khăn do đường vận tải của quân lực ông quá dài và mùa hè thì thật là ngắn ngủi để mà chinh chiến. Họ không dễ gì bù đắp cho số chiến mã thiệt hại của họ. Trong khi ấy, binh lực của Arminius hãy còn dồi dào. Tuy Germanicus tin rằng chỉ cần 1 năm nữa thì ông sẽ chinh phạt đến tận sông Elbe nhưng Tiberius nghĩ khác: ông thấy rõ là cứ tiến xa về phía Đông sông Rhine cũng chẳng giành được thắng lợi đáng kể, do quân German có sức kháng cự mạnh mẽ và khả năng đáng nể là tập hợp lại và trở nên mạnh mẽ như trước thất bại. Germanicus được Tiberius triệu hồi về kinh thành La Mã để giao nhiệm vụ mới, và nhằm tưởng thưởng cho đại công, hoàng đế sẽ tổ chức một lễ mừng chiến thắng cho ông.

Các chiến dịch của Germanicus và A. Caecina Severus trong các năm 14-16
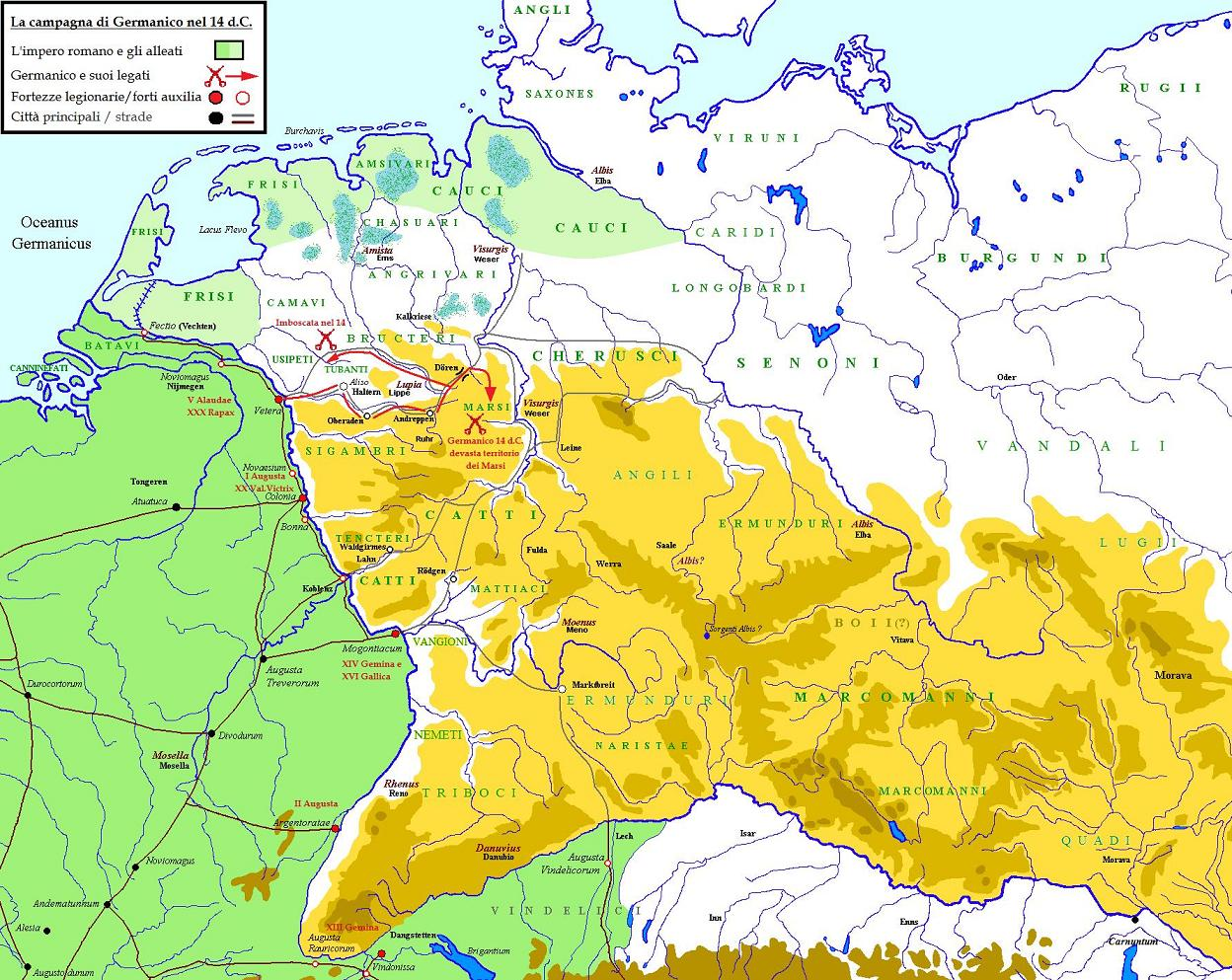
Chiến dịch năm 14
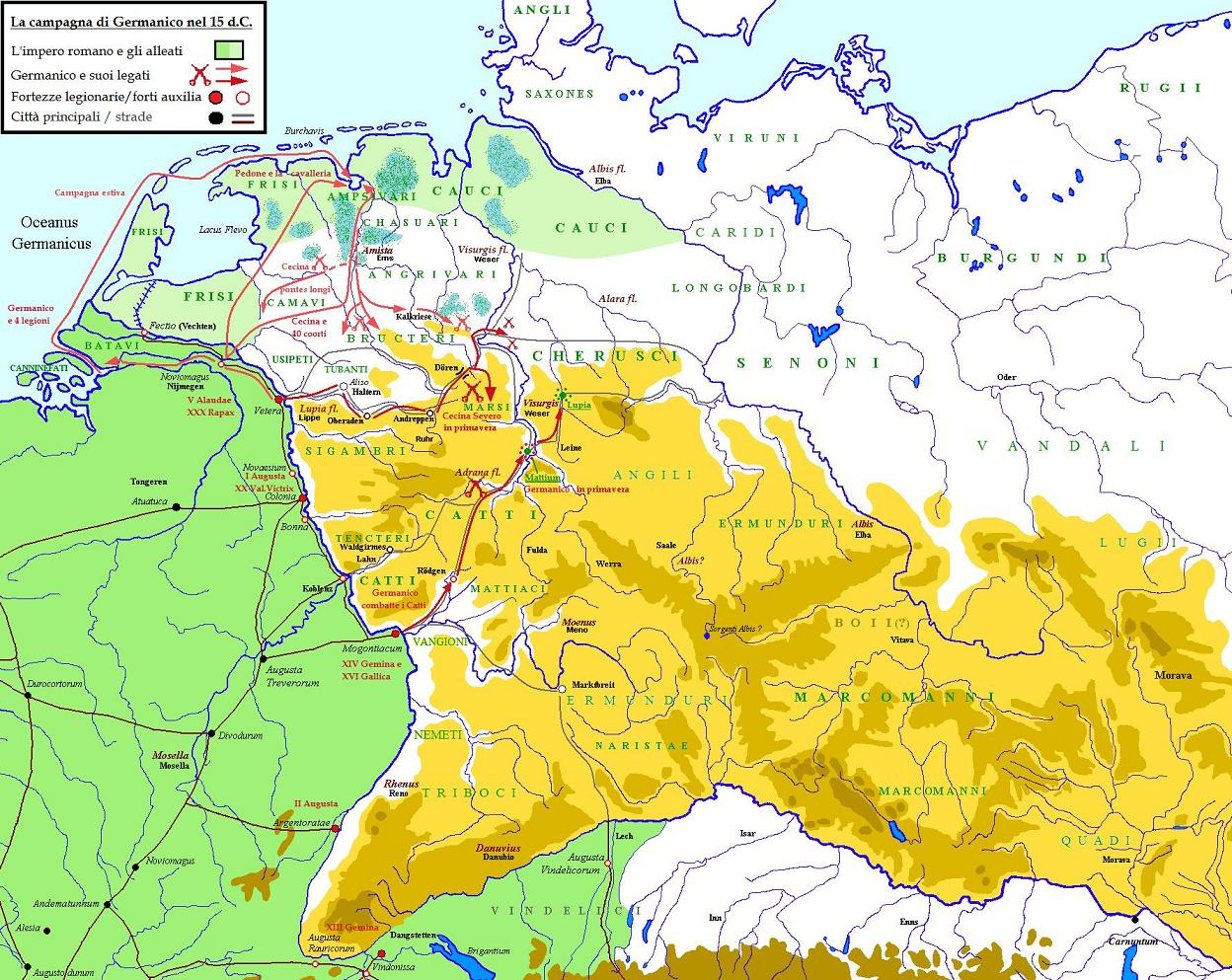
Chiến dịch năm 15
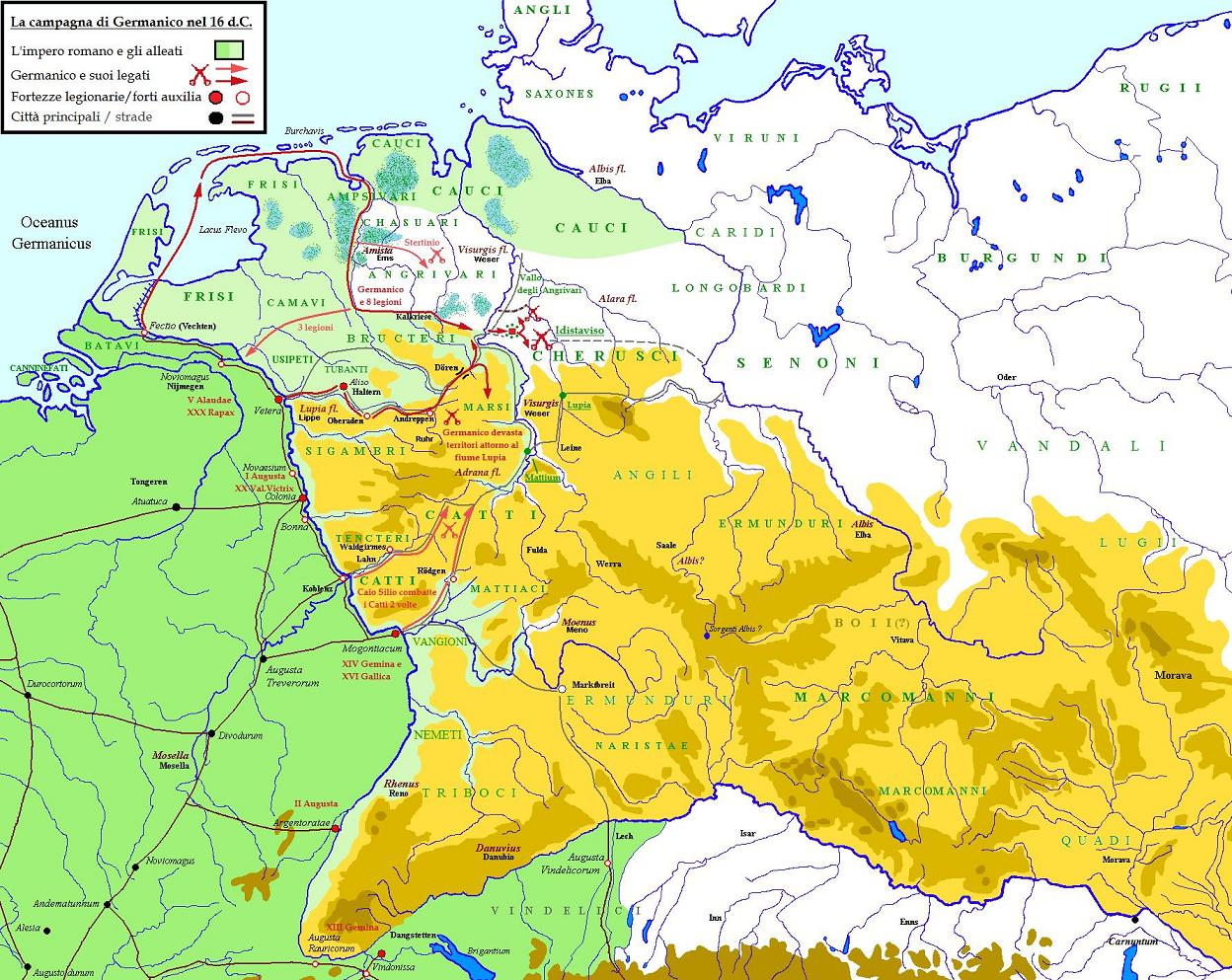
Chiến dịch năm 16

Cuộc viễn chinh của Germanicus ngoài việc rửa mối hận tại rừng Teutoburg cũng nhằm mục đích lên dây cót tinh thần của quân La Mã trước nguy cơ đào ngũ. Đồng thời, Arminius, người sách hoạch liên minh chống La Mã và tác giả của thảm họa Teutoburg cũng đã bị đánh bại, liên minh do ông gầy dựng nên cũng theo đó mà tan rã. Thù đã được trả, mối đe dọa cấp bách cũng đã bị xóa sổ, lúc này người La Mã bắt đầu cảm thấy rằng việc chiếm giữ các vùng đất ở phía Đông sông Rhine tỏ ra không cần thiết và lợi ích của các lãnh thổ này không đáng so với chi phí bỏ ra và nguy cơ phải đối mặt khi cố giữ nó. Vì vậy, hệ quả của trận rừng Teutoburg là giải phóng hoàn toàn miền Germania vẫn không thể bị hủy bỏ. Từ đầu, một với một nhà chiến lược lạnh lẽo như Tiberius và vấn đề Germania đã quá cũ, thất bại của Germanicus đã được khẳng định.

### Các chiến dịch sau cùng
Theo Lịch sử La Mã của Lucius Cassius Dio Cocceianus, cờ hiệu gắn con ó bạc (aquilla) của binh đoàn cuối cùng trong trận Teutoburg được thu hồi từ tay của người Chauk vào năm 41 bởi Publius Gabinius. Như vậy là "di vật" của cả ba binh đoàn đều được thu hồi đầy đủ. Có lẽ những cờ hiệu này về sau được đặt trong đền thờ Thần chiến tranh Mars thuộc quảng trường Augustus ở Roma ngày nay.
Những chương sau cùng của câu chuyện dài đẫm máu này được Tacitus ghi nhận trong sử cũ của ông. Vào khoảng năm 50, bộ tộc Kat lại xua quân xâm lấn và cướp phá lãnh thổ La Mã ở vùng Thượng Germania, có lẽ cụ thể là ở Hesse thuộc bờ Đông sông Rhine. Người chỉ huy quân La Mã ở đây là Publius Pomponius Secundus đã phát binh đánh trả với lực lượng gồm một binh đoàn cùng với Kỵ binh và quân trợ chiến người Vangion và Nemete. Họ tấn công người Kat từ hai hướng và đánh bại được quân xâm lăng mà không chịu tổn thất đáng kể; chiến thắng này cũng giúp người La Mã giải phóng được nhiều tù binh trong đó có cả những cựu binh trận Teutoburg đã chịu cảnh giam cầm suốt 40 năm trong lãnh thổ người Kat.

## Ảnh hưởng của trận đánh đến quá trình bành trướng xâm lược của La Mã

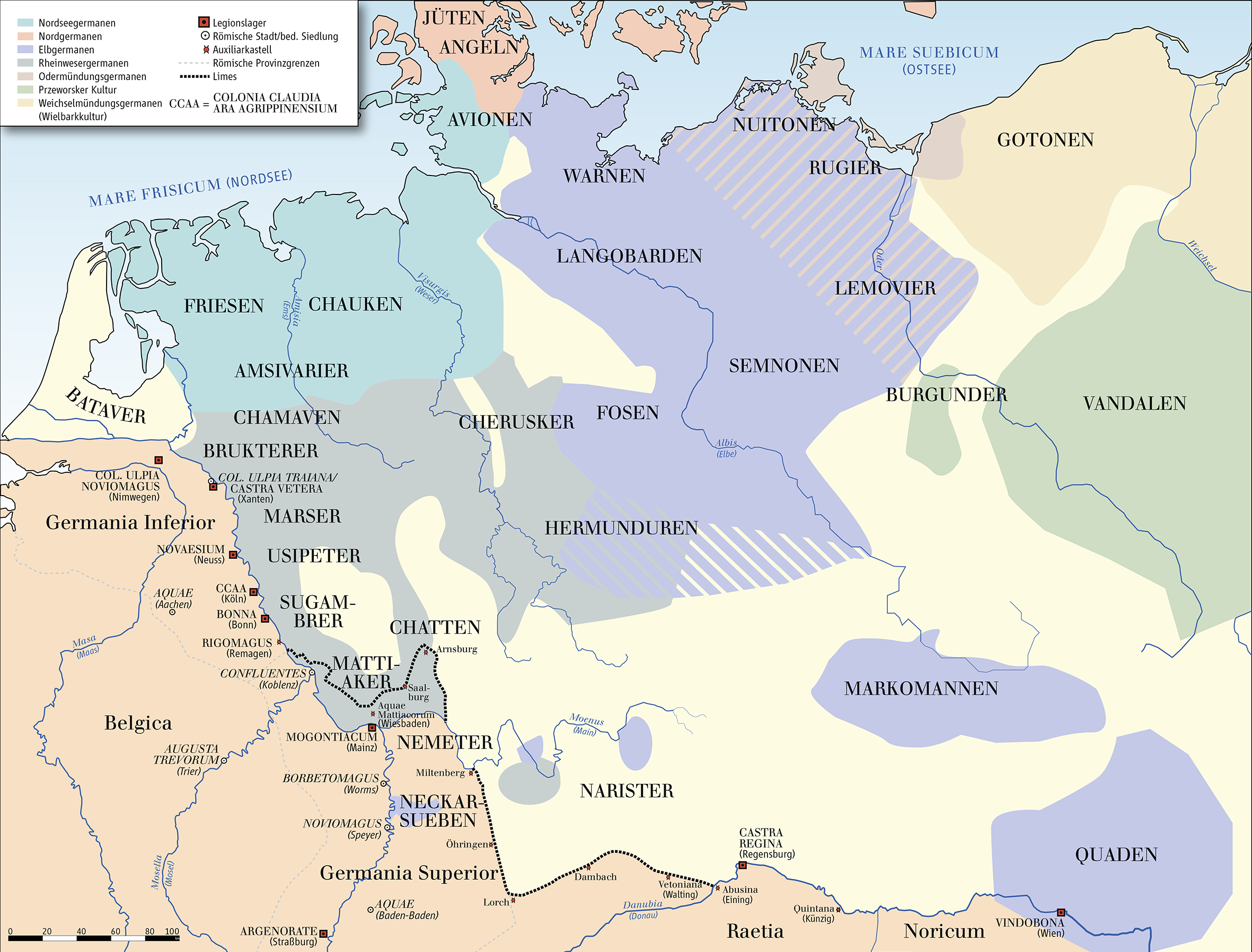
Tình hình các bộ lạc Đức vào năm 50.

Theo cuốn German: Biography of a Language của tác giả Ruth Sanders, chiến thắng Teutoburg đã đảm bảo sự vững tồn của ngôn ngữ German. Chắc hẳn là Augustus đã khuyên Tiberius nên giữ vững cái biên cương mà trận Teutoburg đã xác lập và đừng nên bành trướng thêm nữa. Tính từ khi các thư tịch cổ La Mã được tìm thấy từ thế kỷ XV cho đến tận ngày nay, trận Teutoburg - một thảm bại kinh hoàng nhất trong ký ức sống của Đế quốc La Mã - thường được xem là một bước ngoặt trong việc chận đứng mộng bành trướng của La Mã vào Trung và Bắc Âu. Quan niệm này đặc biệt phổ biến vào thế kỷ XIX khi chủ nghĩa dân tộc Đức đang trong thời kỳ phát triển mạnh mẽ. Như trong cuốn The Barbarians Speak: How the Conquered Peoples Shaped Roman Europe của tác giả Peter S. Wells, theo sau một loạt thắng lợi lớn của người La Mã ở châu Âu, thảm bại Teutoburg có tầm quan trọng to lớn đối với tiến trình hoạt động của họ tại đây trong tương lai.
Tuy nhiên, gần đây một số học giả bắt đầu nghi ngờ quan điểm này và đặt ra một số lý do khác hơn về việc tại sao người La Mã không tiếp tục phát triển thế lực qua bên kia sông Rhine, hay nói cách khác tại sao con sông này là một biên giới thiết thực hơn cả đối với đế quốc. Về mặt hậu cần, các đạo quân đóng dọc trên sông Rhine hoàn toàn có thể nhận được tiếp viện và lương thảo thông qua Rhone và Mosel, mặc dù con đường tiếp vận có phần nào không hoàn toàn liền mạch. Ngược lại, nếu chọn phát triển thế lực sang tận Trung Âu, tỉ như tới sông Elbe, con đường tiếp vận sẽ phải băng qua vùng lục địa mênh mông hoặc vùng Đại Tây Dương nguy hiểm. Về mặt kinh tế, lưu vực sông Rhine đã xuất hiện nhiều khu định cư và làng mạc với cư dân tương đối đông đảo ngay từ thời Caesar chinh phục xứ này. Trái lại, vùng Germania kém phát triển hơn nhiều, dân cư thì thưa thớt, lương thực lại ít ỏi. Chính vì vậy, dường như việc dừng chân ở con sông Rhine tỏ ra thích hợp hơn cho sự tồn tại của đế quốc cũng như cho việc nuôi sống một lực lượng đồn binh khổng lồ, và do đó có những lý do thực tiễn cho những hạn chế của chủ nghĩa bành trướng La Mã thời Hoàng đế Augustus ở vùng đất này. Thực sự, dù Tacitus chỉ nói bóng gió, thảm họa Teutoburg có thể được xem là thất bại có hiệu lực nhất của La Mã tính đến thời điểm đó. Trước kia, quân La Mã đã bị người Samnium đánh tan ở trận Caudine Forks năm 321 trước Công nguyên, quân Carthage đập nát ở trận Cannae năm 216 trước Công nguyên và bị người Cimbri và Teuton đại phá ở trận Arausio năm 105 trước Công nguyên, nhưng những chiến bại ấy chỉ làm trì hoãn thắng lợi cuối cùng của La Mã, chứ không thể xoay chuyển hoàn toàn chính sách đối ngoại của La Mã như thảm họa Teutoburg.
Cuốn Historical Encyclopedia of Natural and Mathematical Sciences, Tập 1 của tác giả Ari Ben-Menaḥem cho biết Augustus chấm dứt mở cõi sau thảm họa Teutoburg là do những khó khăn tài chính liên quan tới việc bù đắp các quân đoàn bị mất và bổ sung thêm lực lượng để buộc Germania phải thần phục hoàn toàn. Một hệ quả khác của thất bại quyết định tại trận Teutoburg là, sau khi tù trưởng Arminius qua đời, chính quyền La Mã thực thi chính sách sắc phong tước vương cho các thủ lĩnh German nhằm biến các bộ tộc này thành chư hầu của mình, qua đó kiểm soát các khu vực nằm ngoài biên cương La Mã ở châu Âu là sông Rhine và sông Donau. Italicus, cháu gọi Arminius bằng cậu, được phong làm vương của tộc Kerusk. Vangio và Sido được phong làm thủ lĩnh tộc Sueb. Các thủ lĩnh khác cũng được tấn phong như thế. Sau thảm bại Teutoburg, chỉ có Hoàng đế La Mã Marcus Aurelius là có tham vọng lớn hơn về Germania.

## Các giả thuyết khác nhau về vị trí của trận đánh
Rừng Teutoburg được coi là "sinh quán" của dân tộc Đức, cũng như nơi biểu dương đầu tiên của dân tộc này, giống như Bannockburn đối với người Scotland và Hastings cùng với Runymede đối với người Anh. Song, các địa điểm này đã được xác định ở Anh Quốc và trở thành tâm điểm cho tìm cảm yêu nước. Ngược lại, trong suốt gần 2 nghìn năm, người ta không thể xác định nơi chiến địa Teutoburg.
Trong suốt thế kỷ XIX, giả thuyết về vị trí thực sự của trận chiến mọc lên nhan nhản, và nhiều người đã ủng hộ một giả thuyết khá thuyết phục về một khu vực một dãy đồi cây cối rậm rạp được gọi là Osning, xung quanh Bielefeld. Nơi này sau đó đã được đổi tên thành rừng Teutoburg, một cái tên vẫn còn được dùng cho tới ngày hôm nay mặc dù những khám phá sau này chứng minh nó không phải như vậy, và trở thành địa điểm đặt Đài tưởng niệm Detmold.
Những cuộc nghiên cứu và khai quật vào cuối thế kỷ XX đã được khuyến khích bởi những phát hiện của nhà khảo cổ nghiệp dư người Anh là thiếu tá Tony Clunn, trong một lần tình cờ thăm dò tại đồi Kalkriese(52 ° 26'29 "N 8 ° 08'26" E) với một máy dò kim loại với hy vọng tìm thấy những "đồng tiền lẻ La Mã". Ông đã phát hiện ra những đồng tiền xu có niên đại vào triều đại của Augustus (và không được đúc sau đó). Kalkriese là một ngôi làng mà về mặt hành chính nó là một phần của thành phố Bramsche, bên rìa phía bắc của Wiehengebirge, một dãy đồi giống như rặng đồi ở Hạ Sachsen, phía bắc của Osnabrück. Địa điểm này cách Detmold khoảng 70 km, lần đầu tiên được đề xuất bởi nhà sử học thế kỷ XIX, Theodor Mommsen.
Những cuộc khai quật một cách hệ thống ban đầu đã được thực hiện bởi nhóm nghiên cứu khảo cổ học của Bảo tàng Kulturhistorisches Osnabrück dưới sự chỉ đạo của giáo sư Wolfgang Schlüter từ năm 1987 trở đi.

## Trận Teutoburg trong văn học nghệ thuật
Die Hermannsschlacht là một vở kịch được viết vào năm 1808 bởi Heinrich von Kleist dựa trên các sự kiện của trận đánh.
Trận đánh này và kết quả của nó được nhắc đến trong tiểu thuyết và bộ phim truyền hình I, Claudius. Trong tiểu thuyết, nhân vật Cassius Chaerea được miêu tả như là một trong số ít chiến binh La Mã sống sót sau trận chiến.
Trận chiến này, hoặc cụ thể hơn, một bài viết của một sinh viên Do Thái về trận chiến, là khía cạnh trung tâm của Die Geschwister Oppermann (Oppermanns), một cuốn tiểu thuyết do Lion Feuchtwanger viết vào năm 1933.
Một bộ phim có tên Die Hermannsschlacht / Trận chiến của Hermann đã được phát hành vào giữa những năm 1993 và 1995. Lần đầu tiên tác phẩm này được công chiếu là ở Düsseldorf vào tháng 5 năm 1995. Năm 1996, nó đã được vinh danh bởi một ban giám khảo quốc tế ở Kiel, nơi nó được chiếu trong một liên hoan phim về khảo cổ học. Trong bộ phim này, Các nam diễn viên đều nói tiếng Đức và tiếng Latin, với phụ đề tiếng Đức. Nghệ sĩ nổi tiếng người Anh Tony Cragg đã đóng một vai nhỏ trong phim, với vai diễn là một công dân La Mã ở cung điện của Augustus.
Trận rừng Teutoburg cũng là một trận chiến lịch sử có thể chơi được trong video game Rome: Total War. Tuy nhiên, nó là một sự mô tả không hoàn toàn chính xác về trận chiến lịch sử này. Nội dung game thì khó hơn nhiều bởi vì quân La Mã bị áp đảo về số lượng, chứ không phải do vị trí thuận lợi của các chiến binh German.
Tiểu thuyết The Lost Eagles, do Ralph Graves khởi bút năm 1955, kể một câu chuyện hư cấu về một thân quyết của Varus là Severus Varus, người đã tiến hành tìm lại các cờ hiệu bị mất trong trận rừng Teutoburg cùng với danh dự của gia đình. Câu chuyện xảy ra sau những chiến dịch lịch sử của Germanicus lấy lại các cờ hiệu này.

## Chiến thắng Teutoburg và chủ nghĩa dân tộc Đức
| “ | Nếu nước Đức hoàn toàn bị La hóa trong suốt 4 thế kỷ, một nền văn hóa, chứ không phải là hai, sẽ lấn át thế giới phương Tây. Sẽ không có vấn đề Pháp-Đức, không có Charlemagne, không có Louis XIV, không có Napoléon, không có Đức hoàng Wilhelm II và không có Hitler. | ” |

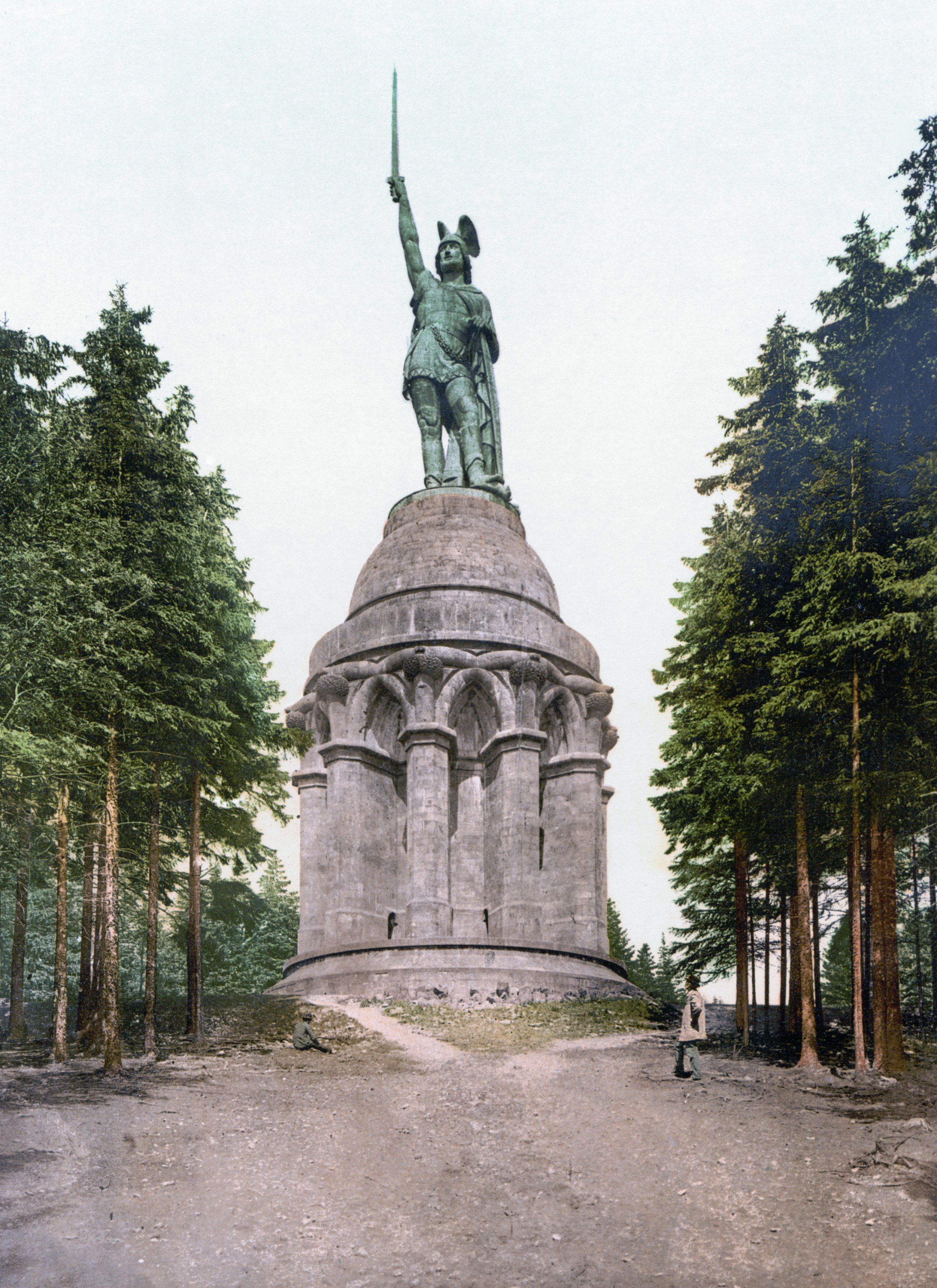
Tượng đài Hermann vào năm 1900

Chính Tacitus là người đầu tiên khen ngợi Arminius là người giải phóng vùng Germania, mặc dầu ông cũng coi người thắng trận Teutoburg là kẻ phản nghịch với chính quyền La Mã. Huyền thoại về chiến thắng Teutoburg được làm sống lại khi các tài liệu của ông được tìm thấy vào thế kỷ XV; người hùng trong trận đánh đó trở thành một biểu tượng của chủ nghĩa dân tộc Đức. Từ đó trở đi, những gì xảy ra Teutoburg được xem là một thắng lợi vĩ đại của người German, đánh dấu chấm hết cho giấc mộng bành trướng của đế quốc La Mã vào Trung Âu. Quan niệm này đặc biệt phổ biến vào thế kỷ XIX khi chiến thắng Teutoburg là một trong những nhân tố không thể thiếu của chủ nghĩa dân tộc Đức.
Thực chất, với thắng lợi quyết định này, Arminius trở thành vị anh hùng dân tộc lớn đầu tiên của Đức, cũng như là người Đức đầu tiên đã đánh đuổi ngoại xâm ra khỏi bờ cõi trong suốt chiều dài lịch sử nước Đức. Đại thắng này được xem là nhờ ông đã nhất thống các bộ tộc German mà cũng nhau chiến đấu chống ngoại xâm. Danh sĩ Ulrich von Hutten (1488 - 1523) đã ca tụng công đức của Arminius. Rồi, vào năm 1808, nhà văn hào Bernd Heinrich Wilhelm von Kleist đã biên soạn vở kịch "Trận chiến của Hermann" (Die Hermannsschlacht - Hermann là cách viết không chính xác nhưng thông dụng của Arminius trong tiếng Đức, đã được giáo sĩ Martin Luther công nhận hồi thế kỷ XVI) nói về chiến thắng Teutoburg và lồng vào đó tình cảm yêu nước, căm ghét quân Pháp xâm lược của Hoàng đế Napoleon Bonaparte. Mang đậm tinh thần dân tộc Đức, vở kịch này chẳng khác gì một lời kêu gọi nhân dân Đức vùng lên đập tan xiềng xích đô hộ của quân Pháp. Vào thời điểm đó, nước Đức đang nằm dưới ách chiếm đóng của Napoleon nên vở kịch này không được trình chiếu công khai. Vào năm 1847, Josef Viktor von Scheffel viết một bài hát mang tên "Khi bọn La Mã trở nên xấc láo" (Als die Römer frech geworden) với nội dung châm biếm về thất bại nhục nhã của quân xâm lược La Mã và của viên tướng Varus.
Chiến thắng Teutoburg cùng với các sử liệu của Tacitus có một ảnh hưởng sâu sắc đến tinh thần yêu nước và chủ nghĩa dân tộc của Đức, cụ thể nó khiến cho người Đức "hiện đại" hiểu và tin rằng những bộ tộc German xưa kia chính là tổ tiên chung của họ, còn các "đế quốc" ngoại bang như đế quốc Áo-Hung và đế quốc Pháp của Napoleon là những kẻ thù phải bị tiêu diệt như đoàn quân xâm lược của Varus xưa kia. Thắng lợi này cũng được xem là tiền đề cho cuộc đấu tranh thống nhất nước Đức của Thủ tướng Otto von Bismarck.
Ngoài ra, chiến thắng Teutoburg của Arminius cũng có thể được xem là sự khởi nguồn cho truyền thống quân sự huy hoàng của dân tộc Đức. Với tư cách là một biểu tượng của sự thống nhất, tượng trưng cho chủ nghĩa dân tộc lãng mạn, một tượng đài của người anh hùng Arminius - tượng đài Hermann (Hermannsdenkmal) - đã được xây dựng ở một khu rừng gần Detmold, nơi được tin là vị trí của chiến trường Teutoburg xưa kia, với nguồn vốn chủ yếu được đóng góp từ các tổ chức tư nhân. Việc xây dựng tượng đài kéo dài suốt nhiều thập kỷ và mãi đến năm 1875 nó mới được hoàn thành, không lâu sau khi nước Đức được thống nhất. Tượng đài này nhanh chóng trở thành một biểu tượng điển hình của chủ nghĩa dân tộc bảo thủ Đức vốn thịnh hành vào lúc đó. Một tượng đài khác cũng được xây dựng ở New Ulm, Minnesota, Hoa Kỳ bởi một tổ chức của các kiều dân Đức mang tên Những người con của Hermann. Mục tiêu của hội này là bảo vệ quyền tự do của kiều bào Đức ở Hoa Kỳ, giống như năm xưa Arminius đã gìn giữ nền độc lập dân tộc chống lại sự xâm lấn của La Mã. Thành phố Hermann ở Hoa Kỳ cũng được đặt tên theo Arminius và một tượng đài của ông đã được xây dựng ở đây vào ngày 24 tháng 9 năm 2009, nhân kỷ niệm 2000 năm chiến thắng Teutoburg.
Tuy nhiên, tại nước Đức, sau khi thế chiến thứ hai kết thúc thì người dân ở đây có xu hướng tránh tổ chức kỷ niệm rầm rộ về những chiến thắng quân sự trong quá khứ do lo ngại về sự trỗi dậy của chủ nghĩa quân phiệt và chủ nghĩa phát xít xưa kia. Vì vậy, tại "quê hương" của Arminius, lễ kỷ niệm 2000 năm chiến thắng Teutoburg diễn ra khá là lặng lẽ. Nhưng tựu trung, chiến thắng ấy vẫn gắn liền với dân Đức.

### Các họa phẩm vào thế kỷ XIX

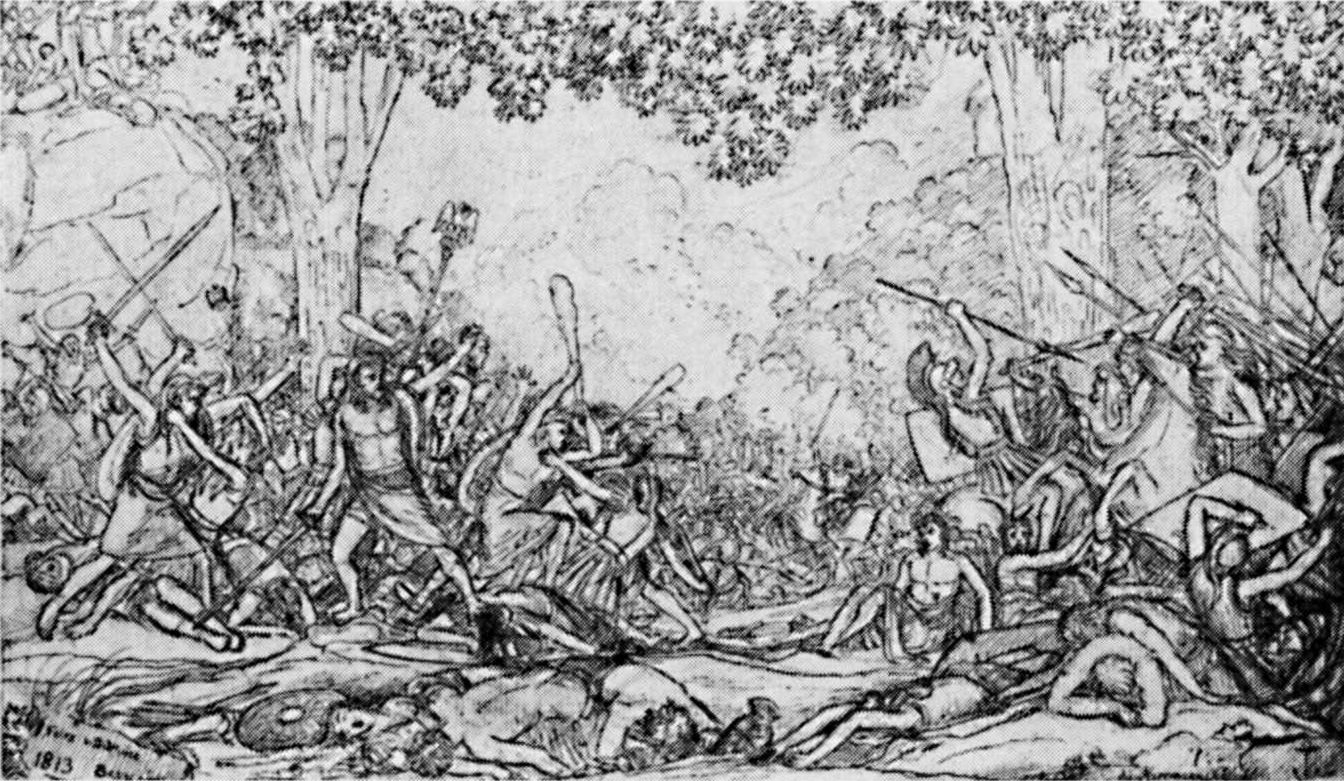
Hermannsschlacht (Trận chiến của Hermann), vẽ bởi Đông cung Thái tử Friedrich Wilhelm nước Phổ, 1813
Grab des Arminius (Mộ phần của Arminius), Caspar David Friedrich, 1812
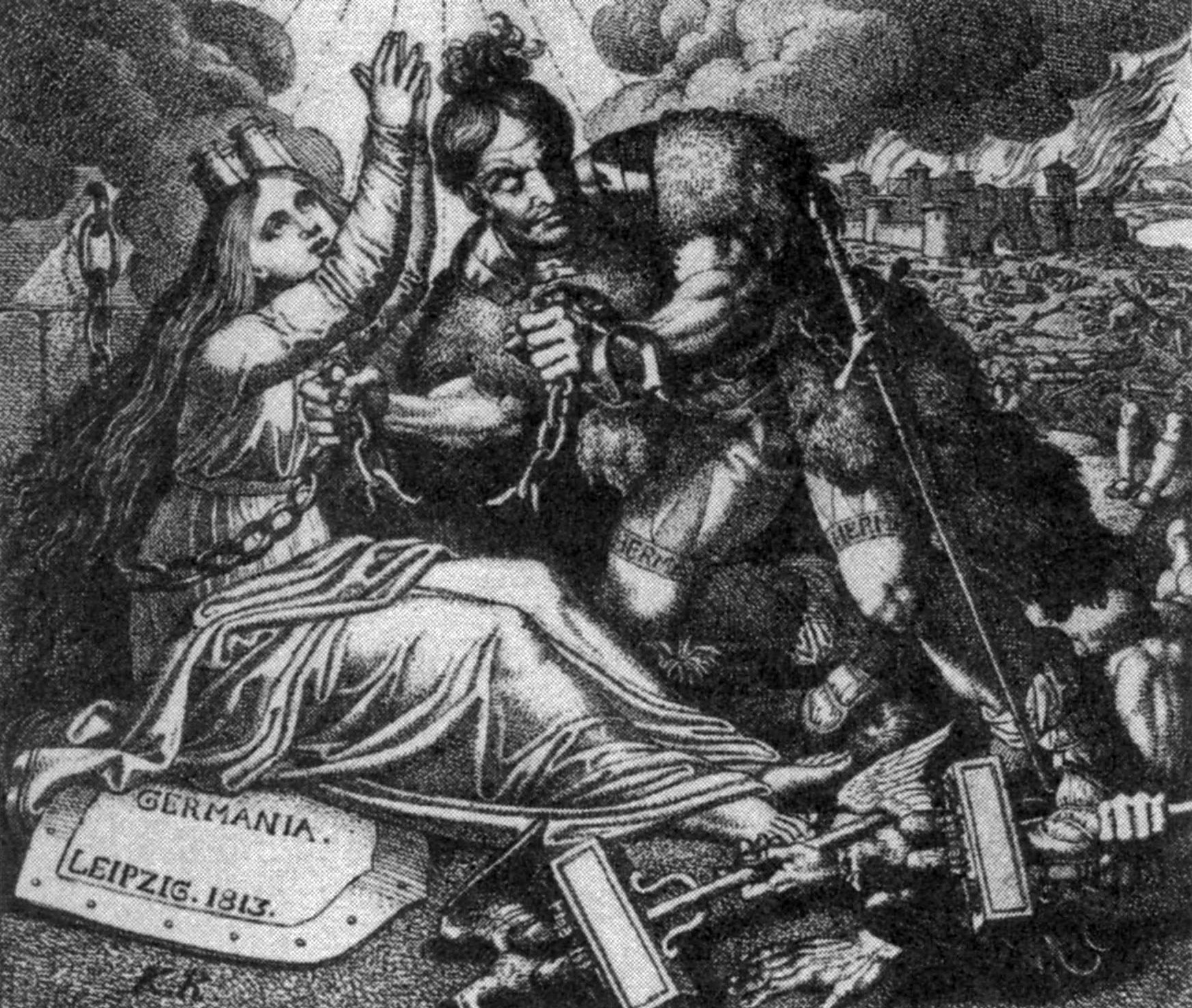
Hermann zersprengt die Ketten von Germania (Hermann phá xiềng xích cho Germania), Karl Russ, circa 1818
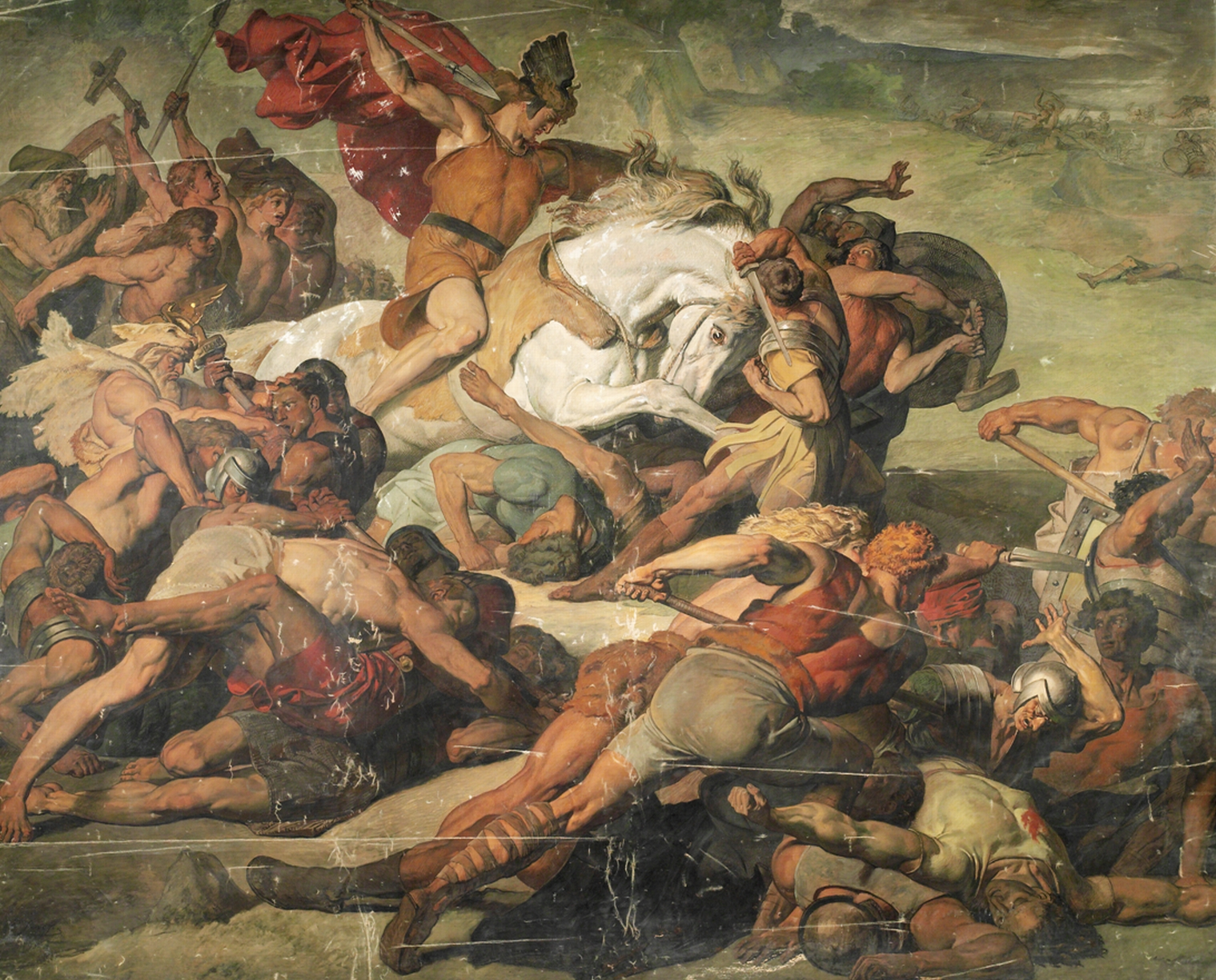
Der siegreich vordringende Hermann (Cuộc xuất binh thắng lợi của Hermann), Peter Janssen, 1873
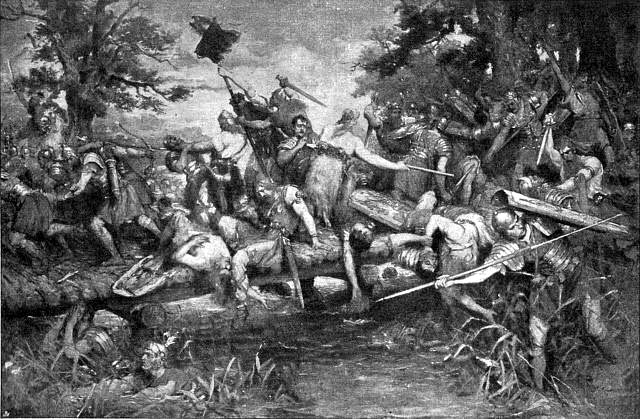
Chiến dịch bất thành của Germanicus, không rõ họa sĩ, khoảng năm 1900